# Église Saint-Paterne de Saint-Paterne-Racan
Pour les articles homonymes, voir Église Saint-Patern.
L'église Saint-Paterne de Saint-Paterne-Racan est une église paroissiale affectée au culte catholique dans la commune française de Saint-Paterne-Racan, dans le département d'Indre-et-Loire.
Cette église est construite au XIe siècle mais elle est agrandie aux XVe et XVIe siècles ; elle est partiellement reconstruite après un incendie en 1768. Inscrite comme monument historique en 1947, elle renferme un important mobilier dont une partie fait l'objet de protection par classement.

## Localisation
L'église est située dans le centre du bourg, non loin de la rive gauche de l'Escotais , son orientation « classique » ouest-est correspond en outre aux courbes de niveau.
Dans les années 1830, les terrassements liés à la réalisation de la route de Château-la-Vallière surélèvent le sol aux abords de l'église ; cet aménagement, nécessaire pour franchir l'Escotais, place l'église en contrebas.

## Histoire
Une première église ou un oratoire semblent être consacrés au VIe siècle par Grégoire de Tours mais il n'en reste aucune trace,.
Le premier édifice connu est l'église construite à la fin du XIe, ou au début du XIIe siècle. Le clocher semble élevé en plusieurs étapes entre le XIIIe ou le XIVe siècle et le XVe siècle,,. Une importante campagne de restauration et d'agrandissement a lieu aux XVe et XVIe siècles : la nef est complétée par un vaisseau méridional percé d'une porte qui devient l'entrée principale de l'église, l'ancienne porte dans le pignon occidental étant murée car elle manque de dégagement,,.
L'événement majeur dans l'histoire de l'église est l'incendie qui, le 22 mars 1768, part de la forge d'un maréchal-ferrant et se propage, par la paille dont le sol des rues est jonchée, à 38 maisons (le tiers du bourg), au presbytère et à l'église. Si le chevet de cette dernière, voûté en pierre, résiste relativement bien, la nef et sa charpente en bois sont fortement endommagées. Des travaux de reconstruction sont entrepris, en respectant le style du XVe siècle. En 1850, la sacristie, située au chevet de l'église et menacée par l'humidité causée par le remblai du sol extérieur, est déplacée sur le flanc nord de la nef. L'horloge, jusque là installée dans le clocher, est déplacée en 1852 à la voûte du pignon sud de la nef secondaire, au-dessus de la porte. Une inscription, à l'intérieur de l'église, indique que la décoration intérieure du monument est revue et ses parties hautes restaurées dans les années 1880.
L'église est inscrite comme monument historique par arrêté du 6 mars 1947. En 1961, une crue de l'Escotais envahit l'église et détériore une partie du mobilier.

## Description

### Architecture
L'église se compose d'une nef à deux vaisseaux que termine un chevet plat sans interposition d'un chœur bien individualisé.
Le vaisseau septentrional de la nef, le plus ancien, ne comporte pas de travées individualisées mais sa partie occidentale est occupée par une chapelle voûtée d'ogives, qui constitue la base du clocher. Côté nord, une baie en plein cintre est partiellement oblitérée lors de la construction de la sacristie. Le vaisseau méridional, plus récent, se compose de trois travées reliées à l'autre partie par autant d'arcades en tiers-point. Chacune de ces trois travées est couverte d'un toit à double pente se terminant au sud par un pignon triangulaire. La plus occidentale d'entre elles est percée d'une double ouverture en anse de panier dans la première surmontée d'un fronton. Les murs des deux vaisseaux sont constitués de moellons calcaire en petit appareil — la base du mur septentrional conserve la maçonnerie de l'église primitive —, renforcés au sud et à l'ouest par de petits contreforts plaqués en pierre de taille. Intérieurement, le plafond des nefs est constitué d'un lambris recouvert de plâtre imitant un appareillage en pierre,.
Les murs du clocher, élevé sur plan carré, sont construits en pierre de taille.

### Décor et mobilier
L'église comporte un mobilier nombreux, varié et riche ; plusieurs objets son protégés en figurent dans la base Palissy.
Les chroniques mentionnent la fonte de deux cloches en bronze en 1596 ; celles-ci, fréquemment victimes de fêlures, sont refondues, ensemble ou alternativement, en 1604, 1670, 1713 et 1766. La plus grosse, fabriquée par Bollée, est à nouveau fondue en 1784 ; elle est classée en 1942.
Au fond de chaque nef se trouve un autel surmonté d'un retable. Le retable situé derrière l'autel principal (nef ancienne) comporte une toile peinte centrale (Résurrection de Jésus) flanquée de 2 statues ; daté de la limite entre les XVIIIe et XIXe siècles, il est classé en 1907,. Le retable de l'autel secondaire (nef plus récente) ou retable du rosaire, en calcaire peint, représente un groupe de personnages dont saint Dominique, sainte Catherine de Sienne, la Vierge Marie, l'Enfant Jésus et des personnages religieux (un évêque et peut-être le curé de St-Paterne) il semble avoir été dimensionné pour occuper toute la largeur de la nef ; daté du XVIIe ou du XVIIIe siècle, il est classé en 1892.
Les tabernacles des deux autels, en bois peint ou doré sont classés en 1892 (tabernacle de l'autel secondaire, limite XIXe et XXe siècles) et en 1907 (tabernacle de l'autel principal, XVIIIe siècle).
Dans l'église sont conservés une chasuble, une étole et un manipule dont la broderie revient, selon la tradition, à la femme de Racan vers 1688 ; ces ornements sont classés en 1892 mais le manipule, volé en 1990, a été refait à l'identique,.
L'église renferme un lutrin en bois sculpté du XVIe, XVIIe ou XVIIIe siècle ; ce meuble est classé en 1907,.
Un enfeu abrite un groupe de statuettes en terre cuite peinte figurant l'Adoration des mages. Les statuettes représentent la Vierge à l'Enfant (restaurée en 1908), saint Joseph, les trois rois mages et des anges. L'ensemble, daté des XVIIe et XVIIIe siècles, est classé en 1892,,.
Parmi les statues se trouvant dans l'église, une représentation de la Vierge et de sainte Anne en terre cuite sculptée datée de 1630 provient d'ateliers manceaux ; elle est classée en 1892. Brisée en deux et décolorée après la crue de 1961, elle a fait l'objet d'une restauration,.
Près de la porte de l'église, à l'extérieur, se trouve en table en pierre posée sur un socle. Il s'agit d'une « pierre d'annonces » ou « pierre de criée », permettant à un orateur, souvent le crieur public ou le fabricier, de s'adresser à la population réunie à l'occasion des offices. Ce socle sert aussi de « pierre d'attente » et port le cercueil du défunt avant l'ouverture de la cérémonie funèbre.